# Cleggan
Cleggan (in irlandese An Cloigeann) è una località della Repubblica d'Irlanda. Fa parte della contea di Galway, nella provincia di Connacht.